# Véhicule électrique en Suède

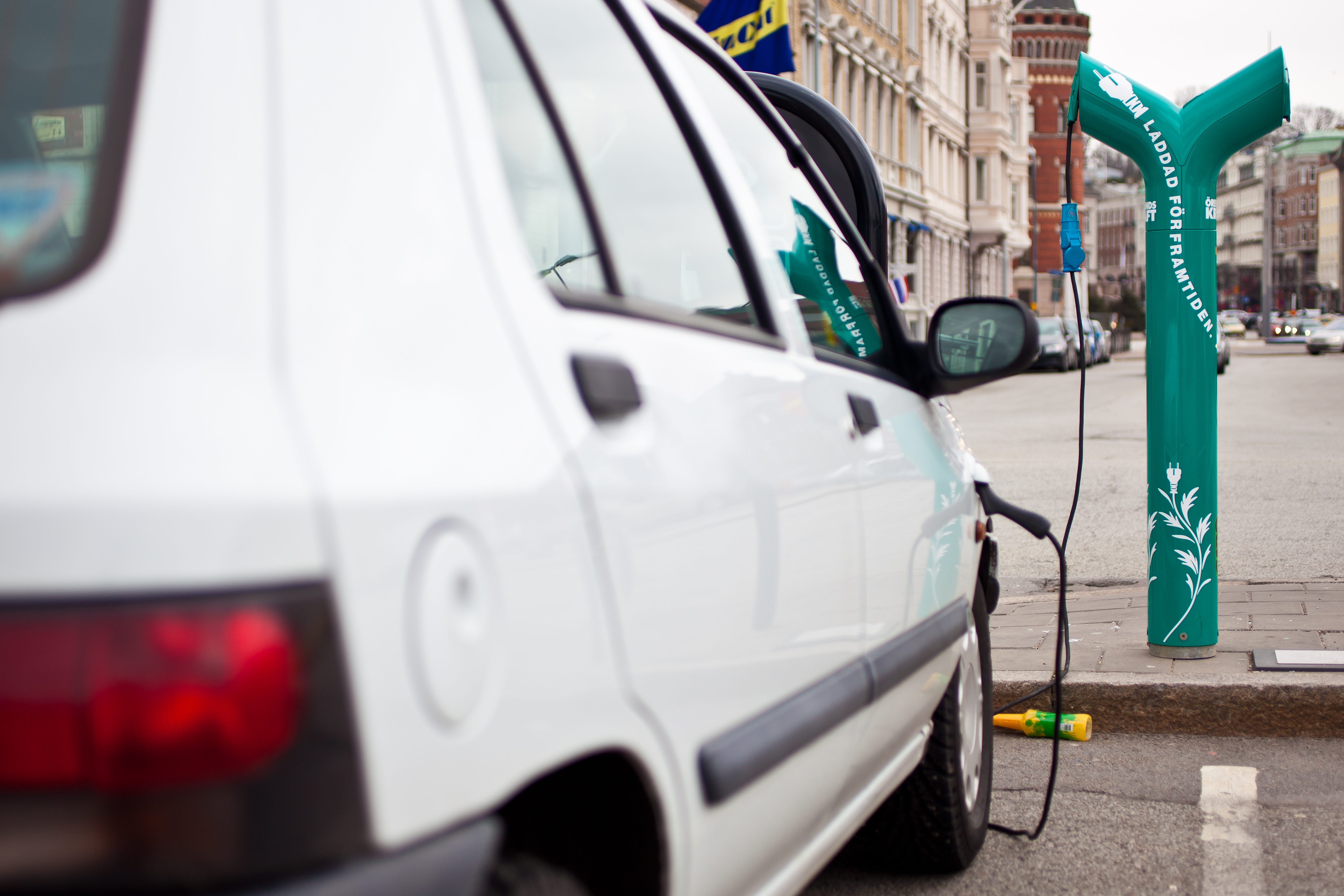
Recharge d'un véhicule électrique à Malmö en Suède en 2011.

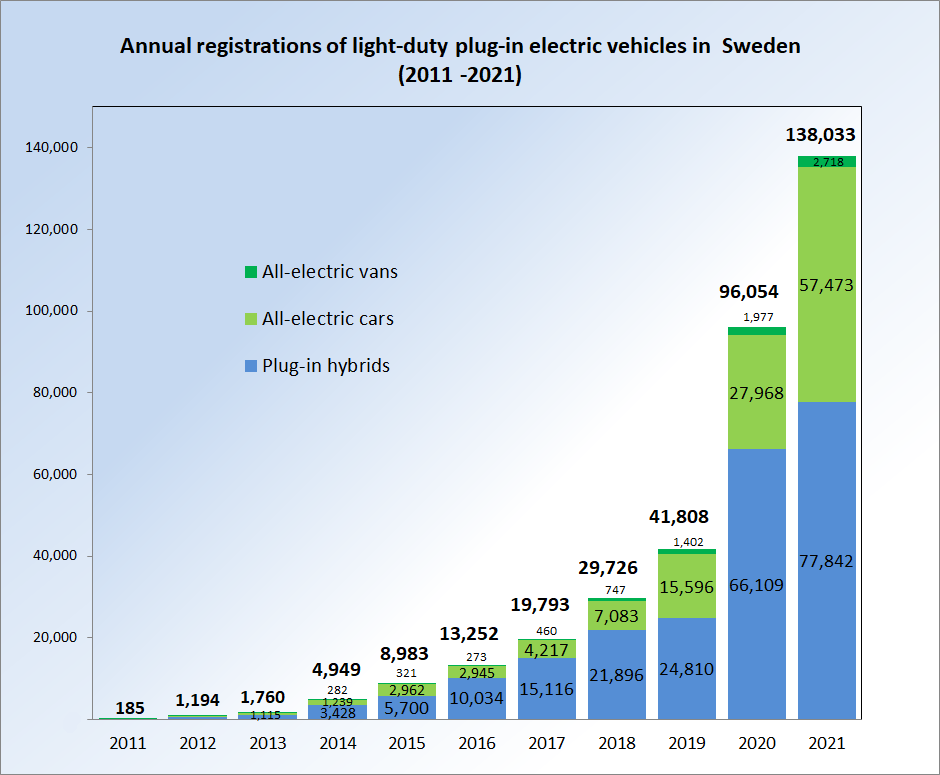
Évolution des enregistrements de voitures électriques (en vert) et hybrides rechargeables (en bleu) en Suède depuis 2011.

En 2023, la voiture électrique en Suède est le quatrième marché de l'Union européenne derrière l'Allemagne, la France et les Pays-Bas.
La première usine européennes de batteries pour voitures électriques, celle de Northvolt, démarre sa production en décembre 2021.

## Immatriculations
En 2020, la part de marché de la voiture électrique en Suède atteint 9,6 % avec 28 000 ventes (+79 %) contre 4,4 % en 2019. L’hybride rechargeable représente 22,6 % du marché avec plus de 66 000 (+166 %).
En 2021, la part de marché de la voiture électrique en Suède atteint 43 % (hybrides rechargeables incluses).
En 2022, 95 035 voitures 100 % électriques ont été immatriculées en Suède, contre 57 473 voitures en 2021, soit +65,4 %, ainsi que 66 614 voitures hybrides rechargeables (77 853 voitures en 2021), soit -14,4 %. La Suède est en 2022 le troisième marché de l'Union européenne pour la voiture 100 % électrique, derrière l'Allemagne et la France.
En 2023, les immatriculations de voitures électriques particulières atteignent 112 208, en progression de 18,1 %. La Suède est le quatrième marché de l'Union européenne derrière l'Allemagne, la France et les Pays-Bas.

## Politique de soutien
A l'automne 2015, le budget 2016 du gouvernement suédois prévoit plus de 380 millions de SEK pour le déploiement des véhicules électriques, dont 226 millions de SEK d’incitation à l’achat de voitures propres : les acheteurs de voitures électriques dont le niveau d’émissions de carbone est inférieur à 50 g/km recevront une prime de 40 000 SEK. Ce programme avait été sous-financé en 2014 et en 2015. Un supplément d’investissement de 50 millions de SEK sera alloué au développement de bus électriques en 2016 ainsi qu’une augmentation de 100 millions de SEK entre 2017 et 2019.
Le 9 novembre 2022, le gouvernement suédois prend la décision de mettre fin au bonus écologique. Jusqu’alors, les voitures électriques avaient le droit à une aide de 50 000 couronnes, et les modèles hybrides rechargeables pouvaient bénéficier de 10 000 couronnes. Le gouvernement considère qu’une aide n’est plus justifiée, car les voitures électriques coûtent le même prix que les thermiques.

## Fabrication de batteries
Le 29 décembre 2021, la première usine de l'entreprise suédoise Northvolt, à Skellefteå, démarre sa production de batteries pour voitures électriques, les premières à avoir été entièrement conçues, développées et assemblées par une entreprise créée en Europe.

## Camions électriques
En 2021, Volvo Trucks propose son FE Electric (rayon d’action de 200 km, batterie lithium-ion 200 kWh) et son FL Electric (300 km, batterie lithium-ion 300 kWh).
En juillet 2022, le constructeur suédois Scania livre son premier camion grumier électrique, capable de transporter jusqu’à 80 tonnes de bois.
Le constructeur suédois Volta Trucks annonce en février 2023 la vente de 300 camions électriques « Volta Zero » de 16 tonnes.